# Sleater-Kinney
Sleater-Kinney (Сле́йтер-Ки́нни, /ˌsleitərˈkɪniː/) — американская рок-группа, образованная в 1994 году. Нынешний состав включает в себя Корин Такер (вокал, гитара) и Кэрри Браунстин (гитара, вокал), после ухода в 2019 году давней участницы Джанет Вайсс (вокал, ударные, гармоника). Sleater-Kinney находились под влиянием riot grrrl и являются ключевой частью американской инди-рок-сцены. Группа также известна своими феминистическими и левыми политическими взглядами.
С 1994 по 2005 год группа выпустила семь альбомов: Sleater-Kinney (1995), Call the Doctor (1996), Dig Me Out (1997), The Hot Rock (1999), All Hands on the Bad One (2000), One Beat (2002) и The Woods (2005). В 2006 году они пошли на перерыв и посвятили себя сольным проектам. Они воссоединились в 2014 году и выпустили 20 января 2015 года No Cities to Love и Live in Paris в январе 2017. Второй после воссоединения альбом, The Center Won't Hold был спродюсирован St. Vincent и вышел в августе 2019 года. Десятый студийный альбом группы и их первый альбом собственного производства Path of Wellness был выпущен в июне 2021 года. Одиннадцатый студийный альбом группы Little Rope, спродюсированный Джоном Конглтоном, был выпущен на Loma Vista Recordings в январе 2024 года.
Критики Грейл Маркус и Роберт Кристгау поочерёдно назвали Sleater-Kinney лучшей рок-группой начала 2000-х. В 2001 году Маркус назвал Sleater-Kinney лучшей рок-группой Америки. В 2015 году Том Брейхан из Stereogum назвал коллектив лучшей рок-группой за последние два десятилетия.

## История

### Образование. Ранние годы (1994—1999)
Sleater-Kinney была основана в 1994 году, в Олимпии, штат Вашингтон, Корин Такер и Кэрри Браунстин. Название группы взято из названия дороги Sleater Kinney Road (108-й съезд с 5-го шоссе в городе Лейси), где они репетировали в начале карьеры. До образования коллектива Такер играла в составе riot grrrl-группы Heavens to Betsy, а Браунстин была участницей квиркор-группы Excuse 17. Часто выступая вместе, они образовали Sleater-Kinney как сайд-проект. После того, как Heavens to Betsy и Excuse 17 прекратили своё существование, Sleater-Kinney стала их основным проектом. Барабанщицей группы стала Джанет Вайсс, которая ранее играла в группе Quasi. До нёё на эту вакансию пробовались Лора Макфарлен, Мисти Фаррелл и Тони Гогин.
После окончания Колледжа Вечнозелёного штата (в то время как Браунстин была студенткой ещё три года), Такер вместе с Браунстин отправилась в Австралию. В течение одной бессонной ночи они там сделали демозапись, которая позже станет их одноимённым дебютным альбомом. Пластинка увидела свет весной следующего 1995 года. Спустя некоторое время группа выпустила альбомы Call the Doctor (1996) и Dig Me Out (1997), которые получили благосклонные отзывы критиков.

### Поздние альбомы (2000—2006)
С выпуском в 2002 году альбома One Beat у группы начал появляться широкий круг слушателей. Начиная с 2003 года коллектив постоянно выступал на разогреве у Pearl Jam во время их североамериканских туров. Вдохновившись опытом выступлений на крупных стадионах и в попытках найти новое звучание, группа записала свой седьмой альбом The Woods. Он был выпущен в 2005 году и по своему звучанию не был похож на предыдущие релизы. В альбоме присутствовал сильно искажённый звук и импровизации классического рока, которым тогда вдохновлялась группа. В 2006 году Sleater-Kinney выступили на британском музыкальном фестивале All Tomorrow's Parties.
27 июня 2006 года группа объявила о бессрочном отпуске. Последним крупным выступлением группы стало выступление на фестивале Lollapalooza 2006. Последнее публичное появление группы перед отпуском произошло 12 августа 2006 года, на выступлении на концертной площадке Crystal Ballroom, в Портленде, штат Орегон. Коллектив не объяснил причины, которые побудили его уйти в творческий отпуск.

### Творческий перерыв (2007—2013)
После распада Sleater-Kinney в 2006 году Вайсс присоединилась к группе Stephen Malkmus and the Jicks, с которой записала два альбома: Real Emotional Trash (2008) и Mirror Traffic (2011). Она оставила группу после промоумушен-тура в поддержку последнего альбома. В апреле 2010 года, Такер анонсировала свой первый сольный альбом Kill Rock Stars, который был выпущен в октябре 2010 года. Вместе с Такер над сольным альбомом работали Сара Ланд из Unwound и Сет Лоринчи из Golden Bears и Circus Lupus. Такер называла его «альбомом матери средних лет». Он вышел 5 октября 2010 года под названием «1000 Years» и был положительно оценён критиками. Такер проехала с гастролями в поддержку альбома по обоим берегам США, а также в других частях страны. Второй альбом группы, «Kill My Blues», вышел 18 сентября 2012 года. В его поддержку также был организован тур.
В сентябре 2010 года, Браунстин представила публике свой новый проект Wild Flag, в состав которого вошли бывшие участники группы The Minders — Джанет Вайсс, Мэри Тимони и Ребекка Коул. Их одноимённый дебютный альбом был выпущен 13 сентября 2011 года на лейбле Merge Records. По состоянию на 2014 год группа приостановила свою деятельность. В интервью по этому поводу Браунстин сказала следующее: «Мы провели вместе отличное время… но просто теперь накладные расходы уже кажутся неоправданными» (англ. We had a fun run… but all the logistics started seeming not quite worth it.).

### Воссоединение (2014—настоящее)
В октябре 2014 года стало известно о том, что Sleater-Kinney воссоединились и начали записывать материал для своего нового альбома. Восьмой по счёту студийный альбом, No Cities to Love был выпущен 20 января 2015 года. Также группа объявила о турне 2015 года по Северной Америке и Западной Европе. Ранее в 2014 году группа выпустила виниловый бокс-сет своих предыдущих релизов Start Together. На него сделал рецензию журнал BUST, где рецензент Клэр Маккинзи отметил: «Сегодняшняя актуальность Sleater-Kinney с её феминистскими, левацкими текстами, очевидна. В то время как некоторые исполнители не принимают обозначение „феминисты“, Sleater-Kinney продолжают существование отчасти ради того, чтобы повернуть восприятие этого слова обществом.»
В январе 2017 года группа выпустила свой первый концертный альбом Live in Paris, в основу которого легла запись, сделанная в La Cigale 20 марта 2015 года. По состоянию на январь 2018 года группа работает над своим следующим новым релизом, но по словам Браунстин «делает это очень медленно». В январе 2019 года группа объявила, что в этом году ожидается новый альбом, продюсируемый St. Vincent (Энни Кларк).
В мае 2019 года Sleater-Kinney выпустили новую песню «Hurry on Home» вместе с лирик-видео. Она стала главным синглом альбома The Center Won't Hold, релиз которого состоялся в августе 2019 года.
1 июля 2019 года Вайсс в своём аккаунте в Twitter объявила, что покидает группу, мотивировав это тем, что «пришло время двигаться дальше.» Свой первый концерт без Вайсс группа дала 5 сентября на Hopscotch Music Festival с новой барабанщицей Энджи Бойлан.
В мае 2021 года группа анонсировала новый альбом Path of Wellness, который вышел 11 июня. Первый сингл «Worry With You» был выпущен месяцем ранее.
19 января 2024 года на лейбле Loma Vista Recordings вышел их одиннадцатый студийный альбом Little Rope, спродюсированный Джоном Конглтоном. Главный сингл альбома «Hell» был выпущен вместе с видеоклипом 3 октября 2023 года.

## Состав
| Нынешний состав - Кэрри Браунстин — гитара, ведущий и бэк-вокал (1994—2006; 2014 — н. в.) - Корин Такер — ведущий и бэк-вокал, гитара (1994—2006; 2014 — н. в.) Нынешние концертные участники - Энджи Бойлан — ударные (2019—21, 2022 — н. в.) - Кэти Харкин — гитара, клавишные, перкуссия, бэк-вокал (2015—2021, 2023 — н. в.) - Токо Ясуда — клавишные, бэк-вокал (2019—2021, 2023 — н. в.) - Тини Либерсон — гитара, клавишные, перкуссия, бэк-вокал (2024 — н. в.; подмена Кэти Харкин) | Бывшие участники - Мисти Фаррелл — ударные, перкуссия (1994) - Лора Макфарлен — ударные, гитара, бэк-вокал (1995—1996) - Тони Гогин — ударные (1996) - Джанет Вайсс — ударные, бэк-вокал, гармоника, перкуссия (1996—2006; 2014—2019) Бывшие концертные участники - Винсент Лироччи — ударные (2021—2022) - Билл Атхенс — бас-гитара (2021—2022) - Фаби Рейнa — гитара, бэк-вокал, перкуссия (2021—2023) - Гален Кларк — клавишные (2021—2023) |

## Дискография
- См. статью «Sleater-Kinney discography» в английском разделе.

Студийные альбомы
- Sleater-Kinney (1995)
- Call the Doctor (1996)
- Dig Me Out (1997)
- The Hot Rock (1999)
- All Hands on the Bad One (2000)
- One Beat (2002)
- The Woods (2005)
- No Cities to Love (2015)
- The Center Won’t Hold (2019)
- Path of Wellness (2021)
- Little Rope (2024)